# Himmeli

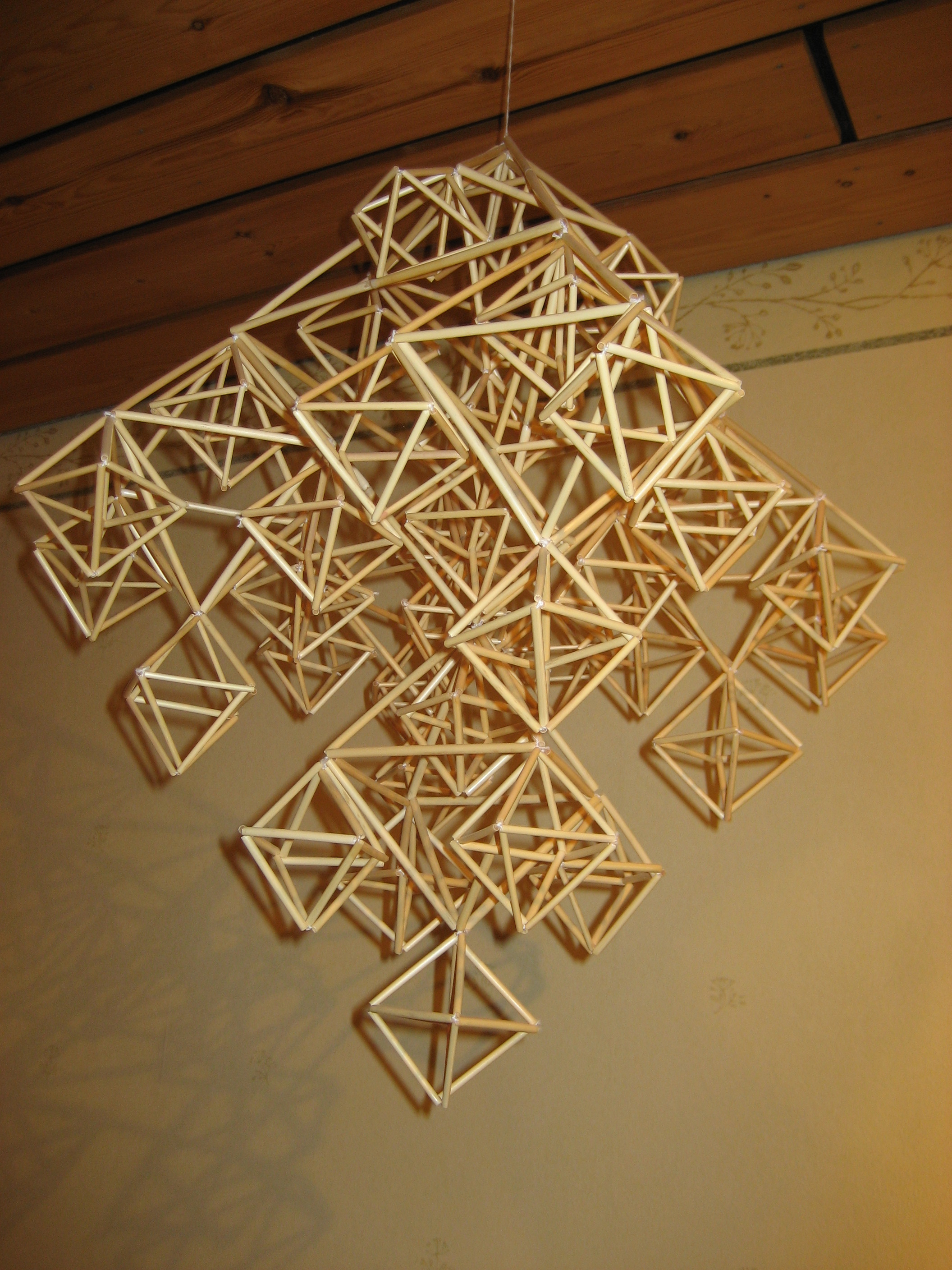
Himmeli

La Himmeli és una preuada decoració de Nadal finlandesa de canyetes de palla lligades. N'existeixen de diverses formes i mides. Tradicionalment, la Himmeli es penja sobre de la taula per garantir que la collita de sègol següent serà abundant. La forma de la base de la Himmeli consta de 12 fragments, que simbolitzen els 12 mesos.
Els himmelis moderns també estan fets de contraplacat, paper i fins i tot palletes de plàstic.